# Serviço militar
O serviço militar é o serviço prestado por um indivíduo em uma das Forças Armadas (Exército, Marinha ou Aeronáutica ou outra força militar), seja como um trabalho escolhido (voluntário) ou como resultado de um alistamento involuntário (recrutamento).
Algumas nações (por exemplo, México) exigem uma quantidade específica de serviço militar de cada cidadão, exceto em casos especiais, como distúrbios físicos ou mentais ou crença religiosa. A maioria dos países que usam sistemas de conscrição apenas recruta homens; alguns países também recrutam mulheres. Por exemplo, Noruega, Suécia, Coréia do Norte, Israel e Eritreia recrutam homens e mulheres. No entanto, apenas a Noruega e a Suécia têm um sistema de recrutamento neutro em termos de gênero, onde homens e mulheres são recrutados e servem em termos formais iguais.
Nações que recrutam para o serviço militar normalmente também dependem de cidadãos que optam por ingressar nas forças armadas como carreira.
Há nações com forças armadas que não recrutam seu pessoal (por exemplo, a maioria dos estados da OTAN e da União Europeia). Em vez disso, promovem carreiras militares para atrair e selecionar recrutas.
Outras nações, geralmente menores, não possuem nenhuma força armada ou dependem de uma força de segurança interna armada (por exemplo, polícia, guarda costeira).

## Brasil

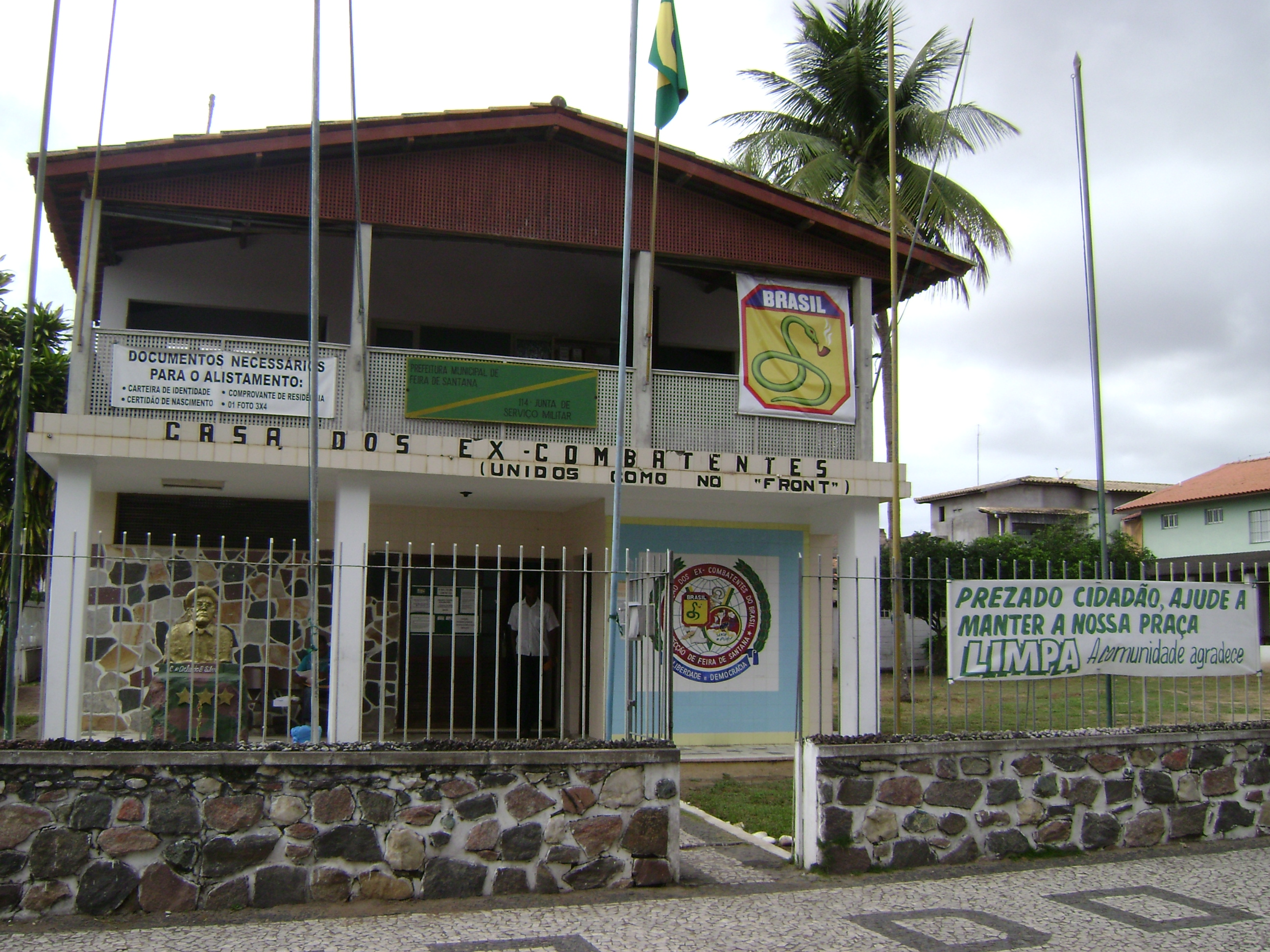
114° Junta de Serviço Militar em Feira de Santana, na Bahia, no Brasil

O alistamento militar é obrigatório para jovens de 18 anos e realizado nas Juntas de Serviço Militar distribuídas pelo país. Anualmente, o processo de alistamento é aberto no primeiro dia do ano e se estende até 30 de junho. Serviço militar é a formação e treinamento militar obrigatórios de cidadãos designados pelo Estado, ou os alistados voluntariamente.
A primeira lei que previa o alistamento data de 1874, ainda no Império do Brasil, mas nunca saiu do papel. Uma segunda, de 1908, mas só implantada em 1917, formalizou-o. Em 17 de agosto de 1964 foi sancionada a lei que regulamenta, nos dias de hoje, o Serviço Militar no Brasil.
Os homens no Brasil devem cumprir 12 meses de serviço militar após completar 18 anos. Embora de jure todos os homens sejam obrigados a servir, numerosas exceções significam que o serviço militar é de facto limitado principalmente a voluntários, com uma média de 5 a 10% dos que se reportam ao serviço efetivamente sendo empossados.Em 2024 o Brasil normatiza o alistamento militar voluntário ao público feminino.